# Nowosady (Kowno)
Nowosady (lit. Naujasodis) – osiedle w Kownie, w dzielnicy administracyjnej Pietraszuny, położone na północ od Omoli.
Północna granica osiedla biegnie wzdłuż autostrady A1.